# ویلیام فولک
ویلیام فولک (به انگلیسی: William Foulke) بازیکن فوتبال زادهٔ ۱۲ آوریل ۱۸۷۴ اهل انگلستان بود که سابقهٔ بازی در تیم ملی فوتبال انگلستان را در کارنامهٔ خود دارد. وی در تاریخ ۲۹ مارس ۱۸۹۷ تنها بازی ملی خود را در مقابل تیم ملی فوتبال ولز انجام داد.